# 1986 en Algérie
Chronologie de l’Algérie
- 1982
- 1983
- 1984
- 1985
- 1986
- 1987
- 1988
- 1989
- 1990

Cet article présente les faits marquants de l'année 1986 en Algérie ou relatifs à l'Algérie; datation selon le calendrier grégorien.

## Événements
- La chute du dollar entraîne une forte baisse des revenus issus des hydrocarbures.
- 16 janvier : adoption par référendum de la nouvelle Charte nationale par 98,37 % des suffrages exprimés[1].
- 28 janvier : Chadli Bendjedid rencontre Mouammar Kadhafi à In-Amenas[1].
- 18 février : gouvernement d’Abdelhamid Brahimi[2],[3],[4],[5],[6],[7].
- 8-12 novembre : les étudiants de Constantine manifestent violemment contre l'ajout dans les programmes de politique et de religion[1].

## Sports

### Basket-ball
- Coupe d'Algérie de basket-ball 1985-1986
- Coupe d'Algérie de basket-ball 1986-1987

### Football
- Équipe d'Algérie de football en 1986
- Championnat d'Algérie de football 1985-1986
- Championnat d'Algérie de football 1986-1987
- Championnat d'Algérie de football de deuxième division 1985-1986
- Championnat d'Algérie de football de deuxième division 1986-1987
- Coupe d'Algérie de football 1985-1986
- Coupe d'Algérie de football 1986-1987

### Handball
- Championnat d'Afrique des nations junior féminin de handball 1986
- Championnat d'Afrique des nations junior masculin de handball 1986

## Culture

### Cinéma
- La Dernière Image, film algéro-français réalisé par Mohammed Lakhdar-Hamina sorti en 1986.
- Les Folles Années du twist, film franco-algérien réalisé par Mahmoud Zemmouri en 1983, sorti en 1986.
- L'Homme qui regardait les fenêtres, film franco-algérien réalisé par Merzak Allouache en 1986.
- Houria (Hûrya), film algérien réalisé par Sid Ali Mazif et sorti en 1986.

## Naissances en 1986
- Naissance en Algérie en 1986

## Décès en 1986
- Décès en Algérie en 1986